# دان كيلي (لاعب هوكي جليد)
دان كيلي (بالإنجليزية: Dan Kelly)‏ هو لاعب هوكي جليد أمريكي، ولد في 17 مايو 1989 في موريسونفيل في الولايات المتحدة.

## وصلات خارجية
- دان كيلي على موقع دوري الهوكي الوطني (الإنجليزية)
- دان كيلي على موقع EliteProspects.com (الإنجليزية)
- دان كيلي على موقع HockeyDB.com (الإنجليزية)